# 21. sydlige breddekreds
Den 21. sydlige breddekreds (eller 21 grader sydlig bredde) er en breddekreds, der ligger 21 grader syd for ækvator. Den løber gennem Atlanterhavet, Afrika, det Indiske Ocean, Australasien, Stillehavet og Sydamerika.